# Getúlio Vargas
Getúlio Dornelles Vargas (ur. 19 kwietnia 1882 w São Borja, zm. 24 sierpnia 1954 w Rio de Janeiro) – prezydent Brazylii w latach 1930–1945 i od 1951 do samobójstwa popełnionego w 1954.

## Życiorys

### Wczesne życie
Urodził się w São Borja w stanie Rio Grande do Sul w konserwatywnej rodzinie bogatych hodowców bydła tzw. gauchos. Na początku zamierzał poświęcić się karierze wojskowej, później postanowił studiować prawo. Karierę polityczną rozpoczął od parlamentu lokalnego swojego rodzinnego stanu. Następnie został wybrany do Izby Reprezentantów. Pełnił też krótko funkcję ministra skarbu podczas kadencji prezydenta Washingtona Luisa. Później został gubernatorem stanu Rio Grande do Sul. W tym czasie zaczął też tworzyć opozycję wobec rządu centralnego.

#### Zamach stanu i pierwszy okres rządów
24 października 1930 doszło do krwawego zamachu stanu, w którym nowo obrany prezydent Julio Prestes i jego poprzednik Washington Luis zostali oskarżeni o machinacje wyborcze i obaleni. Wojskowi, którzy dokonali zamachu określonego przez nich mianem rewolucji, powołali Vargasa jako tymczasowego prezydenta, który został pokonany we wcześniejszych wyborach przez Prestesa. Vargas jako człowiek sprzyjający interesom klasy przemysłowej oraz antykomunista, preferował wolny rynek oraz reformy liberalne, później jednak sprzeniewierzył się tym zasadom na rzecz polityki etatystycznej. Vargas czerpał poparcie głównie z klasy średniej i burżuazji. Zamach stanu położył fundamenty pod nową i uprzemysłowioną Brazylię. Początkowo nowy rząd zobowiązał się do szybkiego oddania władzy, lecz zamiast tego zlikwidował kongres, zawiesił konstytucję, a gubernatorów zastąpił własnymi zwolennikami.

#### Nasilenie się faszyzacji kraju
W swojej praktyce posługiwał się prześladowaniem opozycji oraz szeroko zakrojoną cenzurą, co zbliżało jego reżim do ówczesnych systemów totalitarnych panujących w Europie. Wspierał centralizację władzy i osłabienie autonomii stanów oraz pozbawiał wpływów właścicieli ziemskich na korzyść średniozamożnej klasy miejskiej. Prowadził szeroko zakrojoną politykę uprzemysławiania Brazylii, rozwijając szereg państwowych przedsięwzięć, co prowadziło do konkurencji z sektorem prywatnym (szeroko zakrojony interwencjonizm wzorowany na New Deal Franklina Delano Roosevelta).  Vargas był  nacjonalistą oraz populistą. Sympatyzował z ruchami faszystowskim, co było silnie związane z jego nienawiścią wobec komunizmu.  Bezwzględnie usuwał swych przeciwników politycznych.
W latach 30. doszło do trzech prób obalenia wojskowego rządu. W 1932 roku odbyło się powstanie konstytucjonalistów, związane z narastaniem opozycji „oligarchów kawowych”, którzy dają początek ruchowi wojskowemu. Zostali oni jednak pokonani, co oznaczało przejście Brazylii z gospodarki kawowej w gospodarkę przemysłową. Jako tymczasowy prezydent rządził do 1934, kiedy to został wybrany przez Kongres na następną kadencję. W 1935 roku odbyła się antyrządowa rebelia zorganizowana przez komunistów, która wykorzystana została do wprowadzenia przez Vargasa pełnej dyktatury i cenzury prasy. W 1937 unieważnił konstytucję z 1934 i ustanowił tzw. „Nowe Państwo” (Estado Novo) z sobą jako dyktatorem. Ostatnią próbą zbrojnego obalenia rządu był pucz faszystowski w 1938 roku.

#### Zwrot w polityce Vargasa
W okresie II wojny światowej Brazylia początkowo pozostała neutralna, a wojnę Niemcom i Włochom wypowiedziała w sierpniu 1942 roku. Pod wpływem wojny odrzucił wzorce faszyzujące i przyjął bardziej liberalną politykę. Wysłał do Europy brazylijski korpus ekspedycyjny, który walczył we Włoszech. Po zwycięstwie aliantów w wojnie światowej, Vargas stał się kłopotliwy jako niedawny sojusznik światowych potęg i szybko został obalony w wojskowym puczu, jednak nadal zachował dużą popularność. Mimo wybrania go do Senatu postanowił wycofać się z polityki. Na krótko powrócił do władzy w 1950 roku w wyniku wyborczego zwycięstwa utworzonej przez niego Brazylijskiej Partii Pracy. Aby podtrzymać poparcie społeczeństwa, posługiwał się populistycznymi i nacjonalistycznymi hasłami. W pierwszej fazie prezydentury wprowadził szereg postępowych reform, a swoje rządy oparł na środowiskach lewicy. Pod naciskiem narodowców i lewicy prowadził politykę uprzemysłowienia kraju, rozwiązał problem państwowego monopolu naftowego „Petrobras”, ograniczył inwestycje obcego kapitału, wprowadził szereg prorobotniczych praw, zakończył działania rządu polegające na ingerencji w działanie związków zawodowych oraz przeprowadził rewizję płacy minimalnej. W 1952 roku zawarł układ militarny ze Stanami Zjednoczonymi Ameryki, jednak zachował się neutralnie odmawiając wysłania wojsk brazylijskich do Korei. W ciągu drugiej kadencji kontynuował represje przeciwko ruchowi komunistycznemu. Stopniowo odchodził od postępowych reform, tracąc poparcie społeczeństwa i lewicy zmuszony został do walki o wpływy w konserwatywnie nastawionym wojsku. Jego rządy napotkały silną opozycję, pomimo starań Vargasa największą opozycję stanowiły kręgi wojskowe. Była to reakcja na szereg skandali, które wiązały się z członkami jego administracji. Trzy lata po objęciu władzy na skutek kryzysu politycznego i zmuszeniu go przez wojsko do oddania władzy popełnił samobójstwo.
W 1935 odznaczony Orderem Orła Białego.